# Der Trip – Die nackte Gitarre 0,5
Der Trip – Die nackte Gitarre 0,5 ist eine Parodie auf die Hippiezeit der 1970er Jahre. In den Hauptrollen sind Dieter Thomas Kuhn als Dieter und Esther Schweins als Petra, in den Nebenrollen als Dieters Eltern sind Herbert Feuerstein und Hansi Jochmann zu sehen.

## Handlung
Dieter ist 20 Jahre alt, lebt noch bei seinen Eltern und ist noch Jungfrau. Seine Eltern versuchen jedoch, dies mit allen Mitteln zu ändern. Des Weiteren liegt Dieter seinen Eltern ordentlich auf der Tasche. Seine Eltern sind immer noch (der Film spielt in den späten 1990er Jahren) überzeugte Hippies. Dieter hat keine Lust und keine Ahnung, stellt aber die höchsten Ansprüche ans Leben. Vergeblich versucht er bei vielen Musikproduzenten von ihnen unter Vertrag genommen zu werden.
Eines Tages trifft er in einem Kaufhaus die reiche Petra, die in ein paar Tagen heiraten will. Beide treffen sich durch einen Irrtum auf einer Rave-Party wieder. Kurz darauf küsst Petra Dieter, worauf dieser in das Jahr 1972 zurückgeworfen wird und nun versucht, seine Petra wiederzufinden.

## Kritik
„Wohl als Parodie auf die Hippie-Flower-Power-Generation und die Schlager der 70er Jahre gedacht, erschlägt die Inszenierung durch ihren Dilettantismus alle Ansätze von Humor. Ein Film, der um den Titel ‚schlechtester deutscher Film des Jahres‘ konkurrieren kann.“